# ماي ماي كاتا كاتانغا
ماي ماي كاتا كاتانغا، هي مجموعة من المتمردين من ماي ماي في جمهورية الكونغو الديمقراطية التي تدعم انفصال مقاطعة كاتانغا. وقد تم تأسيها في عام 2011 بعد جيديون كيونغو موتانغا، زعيم الجماعة، هرب من السجن في سبتمبر. «كاتا كاتانغا» تعني «انفصال كاتانغا» بلغة السواحلية. وتشير التقديرات أنه في ذروته في عام 2013، بلغ عدد المتمردين كاتا كاتانغا حوالي 3000 وبعضهم مشارك في تمرد كاتانغا المستمر.